# Adonidia merrillii
Adonidia merillii trong tiếng Việt được gọi là Cau Trắng, là một loài thực vật có hoa thuộc họ Arecaceae.. Trong tiếng Anh nó thường được gọi là "Christmas Palm" vì quả của nó có màu đỏ tươi vào mùa đông.
Loài này chỉ thấy mọc tự nhiên ở Philippines. Chúng hiện đang bị đe dọa vì mất môi trường sống.
Ngoài ra, nó cũng được trồng và mọc tốt ở các khu vực nhiệt đới như Hawaii.

## Hình ảnh

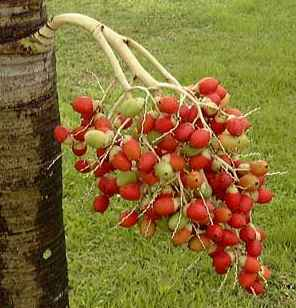
Veitchia merrellii - quả
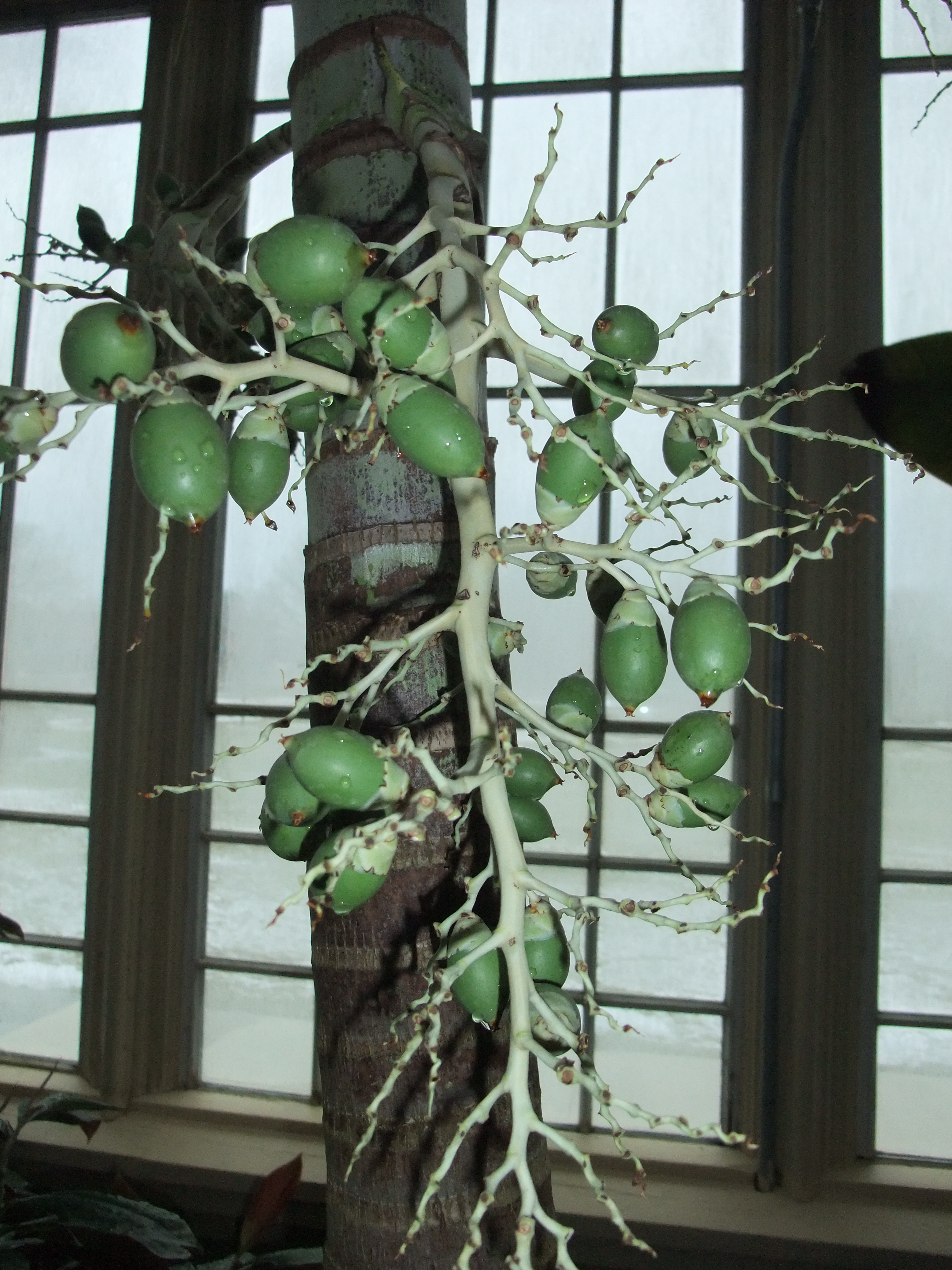
Veitchia merrellii - quả
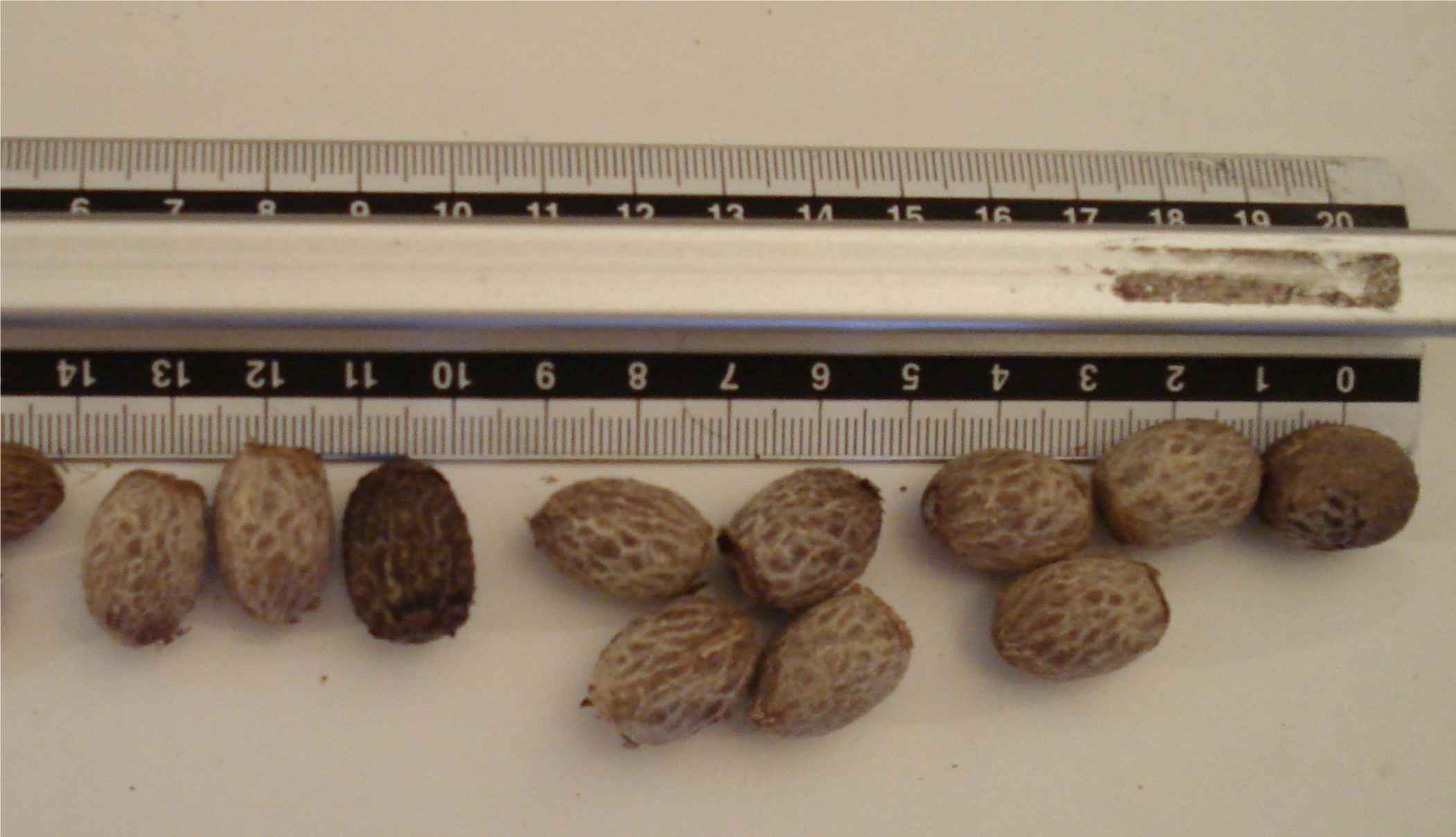
Veitchia merrellii - hạt
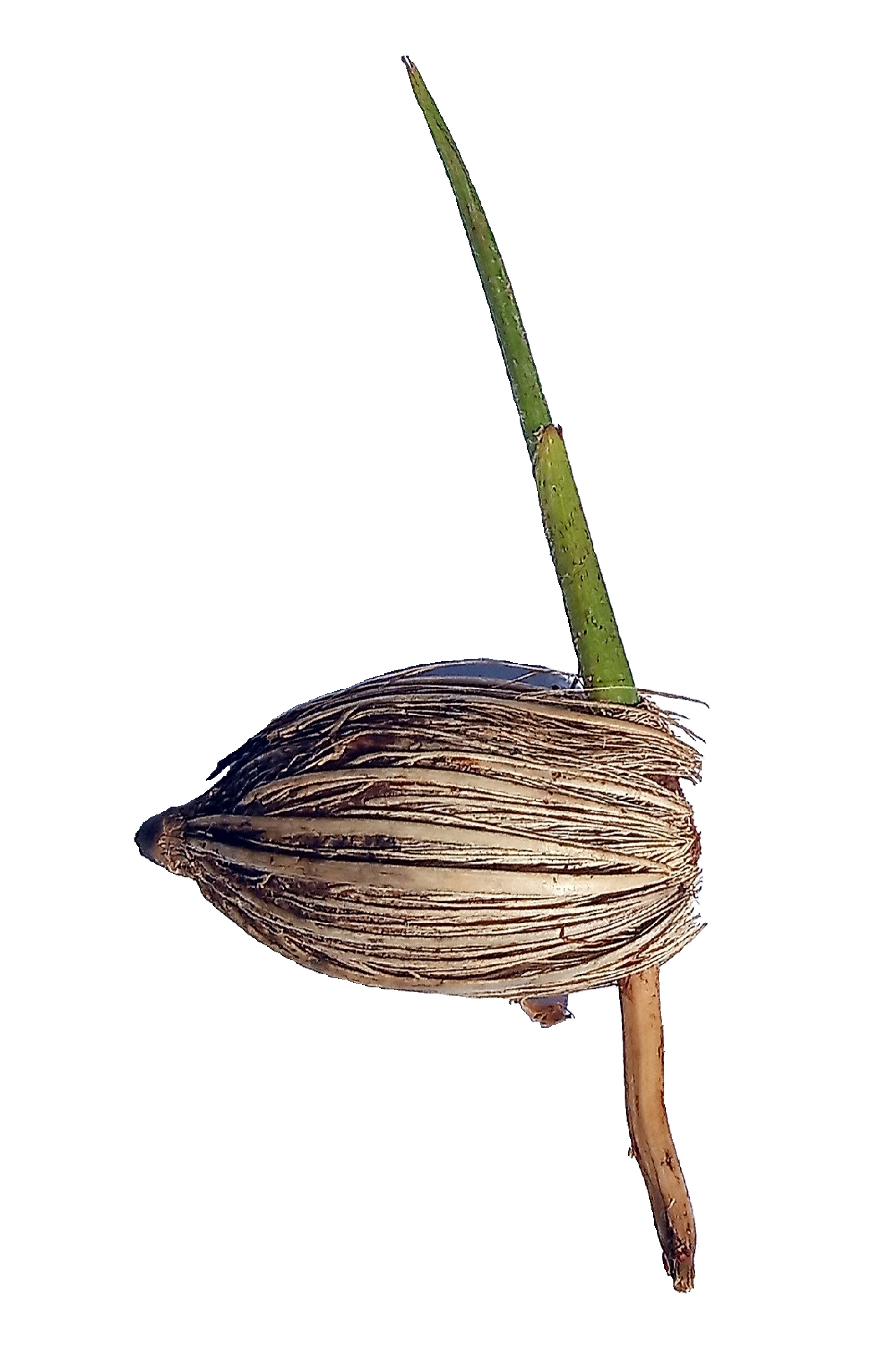
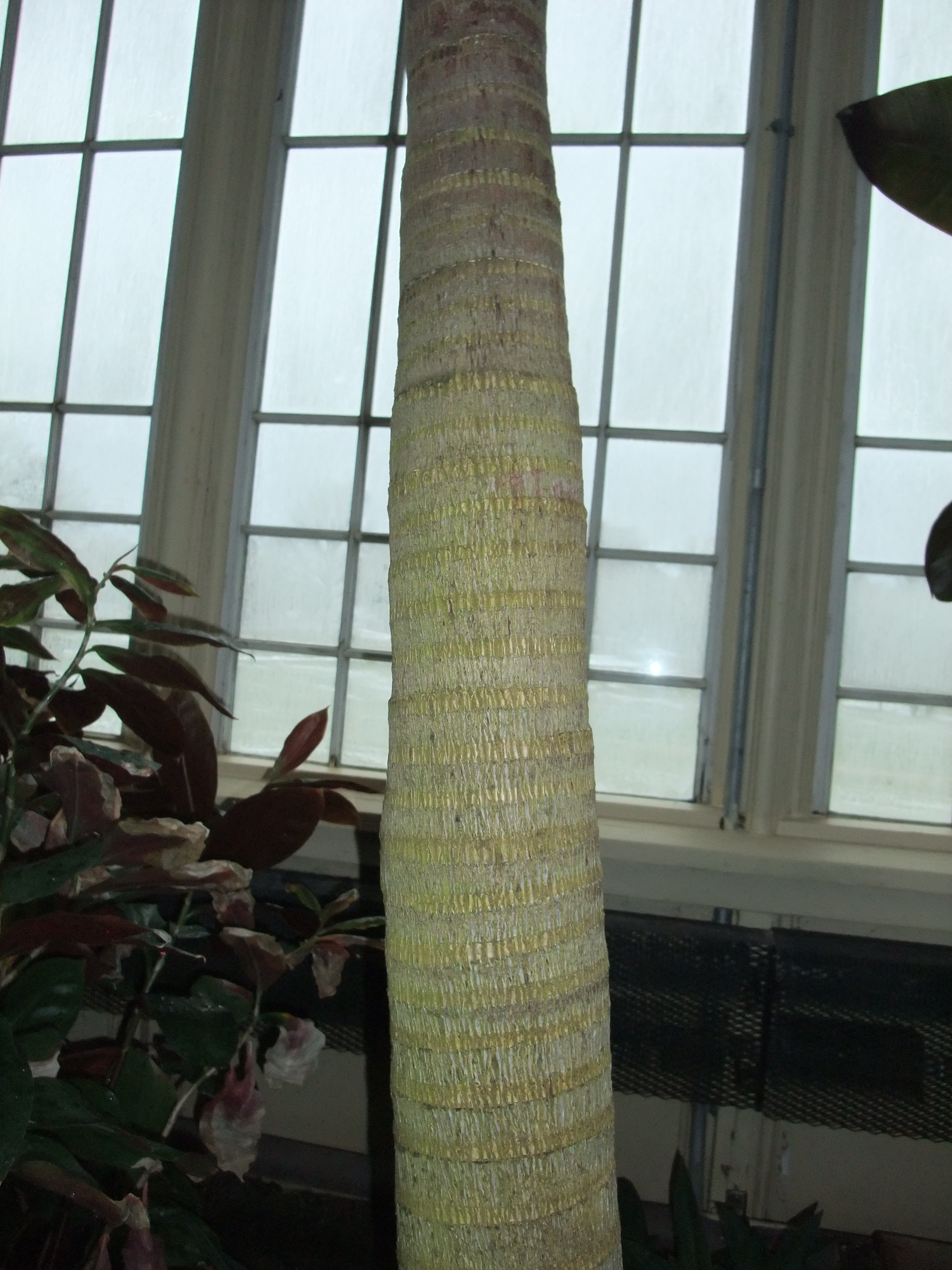
Veitchia merellii - thân